# Lubię, kiedy kobieta...
Lubię, kiedy kobieta... – utwór Kazimierza Przerwy-Tetmajera, opublikowany w tomie Poezje. Seria druga w 1894. Charakteryzuje się wyjątkowo śmiałym, jak na tamte czasy, podejściem do erotyki. Składa się z czterech strof czterowersowych rymowanych aabb, pisanych trzynastozgłoskowcem.
Lubię, kiedy kobieta omdlewa w objęciu,
Kiedy w lubieżnym zwisa przez ramię przegięciu,
Gdy jej oczy zachodzą mgłą, twarz cała blednie,
I wargi się wilgotne rozchylą bezwiednie.

Do wiersza nawiązuje tytuł albumu Michała Żebrowskiego z 2001 r., na której utwór ten znalazł się, w przearanżowanej postaci, pod tytułem Mów do mnie jeszcze.